# Serpocaulon panorense
Serpocaulon panorense är en stensöteväxtart som först beskrevs av Carl Frederik Albert Christensen, och fick sitt nu gällande namn av Alan Reid Smith. Serpocaulon panorense ingår i släktet Serpocaulon och familjen Polypodiaceae. Inga underarter finns listade.